# Jacques Alexandre de Gourlade
Jacques Alexandre de Gourlade, né en 1735 et décédé à Paris en 1803, est un armateur au port de Lorient, qui a occupé plusieurs fonctions au sein de la Compagnie française des Indes orientales.

## Biographie
Il est issu d'une famille de chef de gobelets du roi de Saint-Germain-en-Laye.
Il a été successivement :
- armateur au port de Lorient ;
- officier au service de la nouvelle compagnie française des Indes orientales ;
- conseiller au conseil supérieur de Pondichéry ;
- actionnaire de la nouvelle Compagnie des Indes et de la Chine.

Il a reçu ses lettres de noblesse en août 1780 pour son action lors de l'indépendance des États-Unis.
Il a été un des premiers à envoyer un de ses bateaux, l'Amphytrite (400 tonneaux, 20 canons), avec les premiers volontaires pour l'indépendance des États-Unis le 14 décembre 1776. Il est beaucoup question de lui dans la correspondance de Benjamin Franklin.
Il y avait peut-être trois maisons de commerce millionnaires à Lorient dont celle de Bernier et Gourlade.
Il a été pendant 25 ans possesseur du château de Saint-Vrain qu'il avait acheté à Madame du Barry.